# Радован Влајковић
Радован Влајковић (Буђановци, код Руме, 18. новембар 1922 — Нови Сад, 12. новембра 2001) био је учесник Народноослободилачке борбе и друштвено-политички радник СФР Југославије, СР Србије и САП Војводине и јунак социјалистичког рада. Од 15. маја 1985. до 15. маја 1986. године обављао је функцију Председника Председништва СФР Југославије. Био је председник Народне скупштине САП Војводине, односно председник Председништва Социјалистичке Аутономне Покрајине Војводине у два наврата.

## Биографија
Радован Влајковић рођен је 18. новембра 1922. године у селу Буђановци, код Руме. Завршио је стручну продужну школу. Пре Другог светског рата био је кожарски радник, када је већ припадао радничком покрету.
Народноослободилачкој борби се прикључио 1941. године. Члан Комунистичке партије Југославије (КПЈ) постао је 1943. године. За време рата био је политички радник у Срему и Банату.
После ослобођења Југославије, вршио је многе одговорне друштвено-политичке функције:
- организациони секретар Окружног комитета Комунистичке партије Србије у Панчеву
- политички секретар Среског и Општинског комитета у Панчеву
- члан Покрајинског комитета КП Србије за Војводину
- председник Народне скупштине САП Војводине од 18. јула 1963. до 20. априла 1967. године
- секретар Градског комитета и Среског комитета Савеза комуниста Србије у Новом Саду
- члан Централног комитета СК Србије
- председник Покрајинског већа Савеза синдиката Југославије за Војводину и члан Централног већа ССЈ
- члан Централног комитета Савеза комуниста Југославије
- председник Председништва САП Војводине од новембра 1974. до новембра 1981. године
- члан Председништва СФР Југославије од августа 1981. до 15. маја 1989. године
- председник Председништва СФР Југославије од 15. маја 1985. до 15. маја 1986. године

Више пута је биран за посланика Покрајинске и Савезне скупштине. Био је и посланик Већа народа Савезне скупштине.
Умро је 12. новембра 2001. године у Новом Саду.
Носилац је Партизанске споменице 1941. и више других југословенских одликовања, међу којима су — Орден јунака социјалистичког рада, Орден заслуга за народ са златном звездом, Орден братства и јединства са сребрним венцем, Орден за храброст и Орден заслуга за народ са сребрном звездом. Од иностраних одликовања, истиче се Орден финске беле руже Републике Финске.